# Takirissoina
Takirissoina is een geslacht van weekdieren uit de klasse van de Gastropoda (slakken).

## Soorten
- Takirissoina crocata Faber, 2013
- Takirissoina japonica (Weinkauff, 1881)